# Dirty Deeds Done Dirt Cheap (AU)
Dirty Deeds Done Dirt Cheap – trzeci album studyjny australijskiego zespołu AC/DC. Wydany został tylko w Australii, 20 września 1976 roku. Wszystkie utwory są autorstwa Angusa Younga, Malcolma Younga, i Bona Scotta. Oryginalnie album został wydany przez wytwórnię Albert Productions. Zmodyfikowana ogólnoświatowa edycja została wydana przez wytwórnię Atlantic w listopadzie 1976 roku.

## Opis albumu
Kontynuując poprzedni australijski album, T.N.T., AC/DC dostarczyło kolejną płytę, która zawiera takie utwory jak tytułowy „Dirty Deeds Done Dirt Cheap”, „Problem Child”, czy „Squealer”, które do dzisiaj są jednymi z ulubionych wśród fanów. Dirty Deeds Done Dirt Cheap wyróżniają jedne z najbardziej kontrowersyjnych tekstów piosenek na jakimkolwiek albumie AC/DC.
Po wydaniu Dirty Deeds Done Dirt Cheap, AC/DC dalej kontynuowało swój cykl występów w australijskim programie muzycznym, Countdown. Występy te zawierają wykonanie na żywo tytułowego utworu, oraz teledysk do utworu „Jailbreak”. Oba wykonania zawarte są na DVD zespołu z 2005 r., The Family Jewels.
Warte odnotowania jest to, że utwór o nazwie „I’m a Rebel” został nagrany podczas sesji nagraniowej albumu w 1976 r., z muzyką i tekstem napisanym przez starszego brata Angusa i Malcolma, Alexa Younga. Ten utwór nigdy nie został wydany, obecnie jest dostępny wyłącznie w zasobach wytwórni Albert Productions.

## Ogólnoświatowe wydanie
Wytwórnia Atlantic dokonała znacznych zmian wśród utworów na ogólnoświatowym wydaniu albumu Dirty Deeds Done Dirt Cheap, wydanym w listopadzie 1976 r. Album wyróżnia inna okładka, a sam album nie został wydany w Stanach Zjednoczonych aż do marca 1981 r.
Na ogólnoświatowym wydaniu, utwory „R.I.P. (Rock in Peace)” i „Jailbreak” zostały zastąpione przez utwory „Love at First Feel” i „Rocker” (z australijskiego albumu T.N.T.). Utwór „Love at First Feel” nigdy nie został oficjalnie wydany na żadnym australijskim albumie zespołu. Jednak mimo tego, utwór ten został wydany w Australii jako singel.
Australijska wersja tego albumu była przez krótki czas wydawana także w Wielkiej Brytanii, ale tylko na winylu. Utwór „R.I.P. (Rock in Peace)” nie został dotychczas wydany na całym świecie, a utwór „Jailbreak” znaleźć można na mini-albumie '74 Jailbreak, wydanym w październiku 1984 r.

## Lista utworów
1. „Dirty Deeds Done Dirt Cheap” – 4:12
2. „Ain’t No Fun (Waiting Round to Be a Millionaire)” – 7:27
3. „There’s Gonna Be Some Rockin'” – 3:14
4. „Problem Child” – 5:43
5. „Squealer” – 5:12
6. „Big Balls” – 2:39
7. „R.I.P. (Rock in Peace)” – 3:33
8. „Ride On” – 5:47
9. „Jailbreak” – 4:38

- Kompozytorami wszystkich utworów są Angus Young, Malcolm Young, i Bon Scott.

## Twórcy

### Wykonawcy
- Angus Young – gitara prowadząca
- Malcolm Young – gitara rytmiczna
- Bon Scott – śpiew
- Phil Rudd – perkusja
- Mark Evans – gitara basowa

### Produkcja
- Producenci: Harry Vanda, George Young[1]